# Peltoperla
Peltoperla is een geslacht van steenvliegen uit de familie Peltoperlidae. De wetenschappelijke naam van het geslacht is voor het eerst geldig gepubliceerd in 1905 door Needham.

## Soorten
Peltoperla omvat de volgende soorten:
- Peltoperla aculeata Wu, 1973
- Peltoperla arcuata Needham, 1905
- Peltoperla nigrifulva Wu, 1962
- Peltoperla obtusa Wu, 1973
- Peltoperla tarteri Stark & Kondratieff, 1987